# 珍鲹
珍鲹（学名：Caranx ignobilis），又名白面弄鱼、浪人鰺、牛港鰺、牛港瓜仔、牛公瓜仔、流氓瓜仔，为輻鰭魚綱鱸形目鱸亞目鲹科鲹属的鱼类。

## 分類及命名
本種最早於1775年由瑞典博物學家彼得·福斯科爾（Peter Forsskål）首先根據從葉門和沙烏地阿拉伯紅海採集的標本進行科學描述，其中一個被指定為模式種。他將這種物種命名為Scomber ignobilis，拉丁語意思為「未知」、「模糊」。它首先被分類到Scomber屬，後來分類到Caranx屬，目前仍為有效命名。

## 分布
分布於印度 - 西太平洋之熱帶及亞熱帶海域，西起非洲東岸，東至夏威夷群島，北自日本南部，南迄澳洲北部，臺灣各沿岸等海域及半鹹水域。為近沿海洄游性魚類，棲息深度10-188公尺。

## 特徵
本魚是本屬體型最大的1種，體呈紡錘型而側扁，額頭突出，眼睛被適度發育良好的脂肪眼瞼覆蓋，頜骨後端垂直於瞳孔後緣或剛好超過瞳孔後緣。頭部與身體背面暗金色，腹面銀色，鰭通常灰色到黑色，胸部基部沒有鱗片，胸鰭鐮刀狀，臀鰭有2根分離的棘，背鰭硬棘9枚、背鰭軟條17-22枚、臀鰭硬棘3枚、臀鰭軟條15-17枚，上頜包含一系列強壯的外部犬齒，內部帶有較小的牙齒，而下頜包含一排錐形牙齒。體長可達170公分，體重可達70公斤。

## 生態

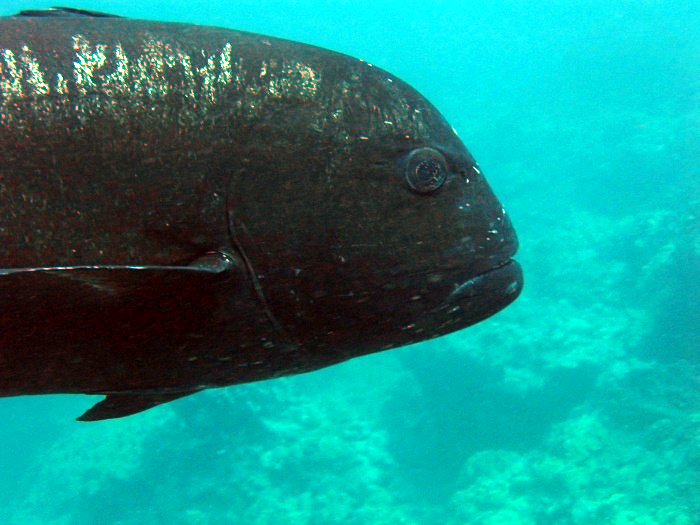
雄性老成魚通常會呈現全黑的體色

成魚棲息在水質清澈的潟湖及臨海礁石區，稚魚出現在河口區，可以容忍低鹽度的河口區，成魚通常單獨行動，繁殖期時才會成群出現；幼魚及稚魚會成群活動，會進行洄游，屬肉食性，以甲殼類及魚類為食。在夏威夷，主要以魚類、甲殼類動物包括龍蝦，頭足類動物（魷魚和章魚）為食。在非洲，飲食相似，主要包括魚類，包括鰻魚，小魷魚，章魚，螳螂蝦，龍蝦和其他甲殼類動物。本魚體長約54-61公分，年齡在3至4歲時達性成熟，根據夏威夷群島的資料顯示，雌性數量約略大於雄性，比例為1：1.39。在溫暖的月份，大多數地方都會產卵，儘管確切的日期因地點而異。在南部非洲，發生在7月至隔年3月之間，11月至隔年3月期間達到峰值；12月至1月在菲律賓，6月份峰值較低； 4月至11月期間夏威夷峰值較低，5月至8月期間的高峰。
據報道，在較大的巨型鰺魚的胃內容物中曾發現幼年海龜和海豚。對不同大小的魚研究發現，它們的飲食隨著年齡的增長而變化。在印度洋的法夸爾環礁(Farquhar Atoll)，有記錄巨型鰺魚以初離巢的烏領燕鷗(Sooty tern)為食，趁它們降落於水面時進行襲擊，甚至跳躍到空中捕捉它們，如BBC 紀錄片《藍色星球II》第1 集(12分22秒到18分35秒處)所示。到目前為止，其他地方還沒有觀察到這種行為。

## 經濟利用
從史前時代以來人類一直就開始捕捉本魚，最早的记录在夏威夷，在夏威夷稱作「ulua」，意思係一個優秀的男人和強大的戰士，因此在古代當地的婦女是禁止食用該物種，且經常被用於夏威夷的宗教儀式。由於大多數這些國家缺乏漁業統計數據，因此對整個範圍內的現代漁業來說，本魚具有商業價值。夏威夷擁有保存最完好的統計數據，其中1998年的捕撈量為10,194磅的魚，價值約12,000美元。從歷史上看，該物種的數量已經大大增加，自20世紀初以來一直是重要的食品。然而，自世紀之交以來，該物種的漁獲量減少了84％以上，在最近的捕撈量中從725,000磅減少到10,000磅。本魚在商業上被許多方法捕獲，包括鉤線，手線，刺網和其他類型的手工陷阱。該物種也成功地在台灣養殖用於水產養殖。主要在市場上出售新鮮，冷凍，鹽醃和燻製，以及魚粉和魚油，具有雪卡魚毒的紀錄。